# مارگارت آستوریاس
مارگارت آستوریاس (انگلیسی: Margaret of Austria, Duchess of Savoy) دختر ماکسیمیلیان یکم، امپراتور مقدس روم و ماری بورگوندی بود که به واسطه ازدواج با خوان، شاهزاده آستوریاس ولیعهد اسپانیا، ملقب به شاهدخت آستوریاس شد.

## نگارخانه

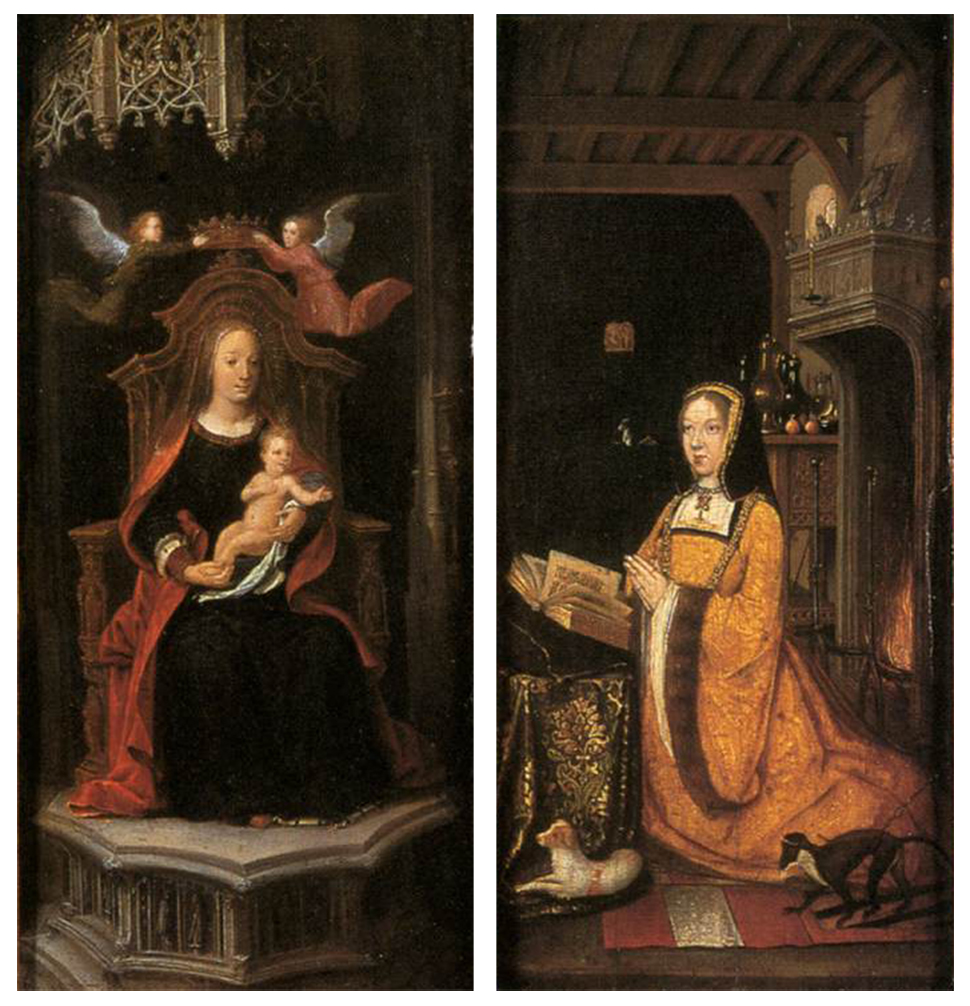
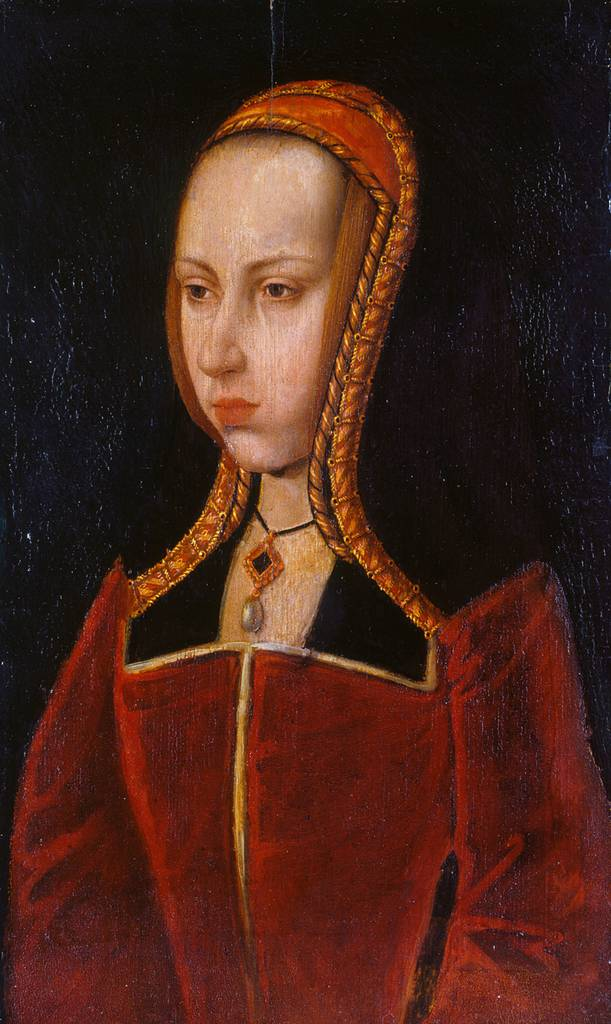